# Homogenic
Homogenic är det fjärde studioalbumet av den isländska sångerskan och musikern Björk, utgivet 22 september 1997 på One Little Indian. För produktionen stod Björk, Mark Bell, Guy Sigsworth, Howie B och Markus Dravs. Albumet tog Björks musik i en ny riktning, med fokus på electronica-beats och strängarrangemang där flera av låtarna är tillägnade hennes hemland Island. Man hade till en början planerat spela in albumet vid Björks hem i London, men Björks trummis Trevor Morais erbjöd henne sin studio i Spanien.
Homogenic har högsta betyg av webbplatsen Allmusic. På albumet återfinns singlarna "Jóga", "Bachelorette", "Hunter", "Alarm Call" och "All Is Full of Love".

## Låtlista
| Nr  | Titel                                 | Kompositör           | Längd |
| --- | ------------------------------------- | -------------------- | ----- |
| 1.  | Hunter                                | Björk                | 4:15  |
| 2.  | Jóga                                  | Björk, Sjón          | 5:05  |
| 3.  | Unravel                               | Björk, Guy Sigsworth | 3:21  |
| 4.  | Bachelorette                          | Björk, Sjón          | 5:12  |
| 5.  | All Neon Like                         | Björk                | 5:53  |
| 6.  | 5 Years                               | Björk                | 4:29  |
| 7.  | Immature (Mark Bell's Version)        | Björk, Sjón          | 3:06  |
| 8.  | Alarm Call                            | Björk                | 4:19  |
| 9.  | Pluto                                 | Björk, Mark Bell     | 3:20  |
| 10. | All Is Full of Love (Howie's Version) | Björk                | 4:32  |